# 徳大寺公英
徳大寺 公英（とくだいじ きんひで、1919年（大正8年）11月2日 - 没年不詳）は、日本の美術評論家。旧公爵・徳大寺家32代当主。戸籍上の表記は德大寺。

## 来歴
徳大寺実厚の長男。母は松平直之の娘・米子。子に徳大寺実啓。東京府東京市（現：東京都）出身。
1945年東京帝国大学法学部政治学科卒。学習院大学講師、ブリヂストン美術館嘱託。
美術評論家。「原色版美術ライブラリー（世界美術）」（みすず書房）第18巻解説を執筆。
文芸春秋1968年4月号（46巻4号）に「藤田嗣治--その愛の履歴」を執筆するなど、美術評論を多数執筆する。

## 人物
武蔵野美術大学名誉教授の藤枝晃雄は、徳大寺公英が中野の狭いアパートに住んでいた頃、「美術だけではなくて、いろいろなものを若いときから勉強しなさい」と言われたことを記憶していると述べた。

## 親族
- 母
  - 松平直之 (伯爵)の娘・米子
- 兄弟
  - 妹伯爵大谷光照夫人・嬉子
  - 弟賀陽宮恒憲王第一女子・美智子女王が降嫁した斉定
- 子
  - 長男 徳大寺実啓（1946年3月9日[6] - ）
  - 次男 徳大寺明（1947年 - 1979年[6]）

## 系譜
東山天皇の男系十世子孫である。東山天皇の孫（閑院宮直仁親王の子）で鷹司家を継いだ鷹司輔平の男系後裔。

詳細は皇別摂家#系図も参照のこと。